# Ceratostigma ulicinum
Ceratostigma ulicinum är en triftväxtart som beskrevs av David Prain. Ceratostigma ulicinum ingår i släktet Ceratostigma och familjen triftväxter. Inga underarter finns listade i Catalogue of Life.